# 1937 у літературі

## Нагороди
- Нобелівську премію з літератури отримав французький письменник Роже Мартен дю Ґар.

## Народились
- 14 січня Євген Гуцало

## Померли
- 3 листопада 1937 року «на честь 20ї річниці Великого Жовтня» у Соловецькому таборі особливого призначення були страчено понад 100 представників української інтелігенції — Лесь Курбас, Микола Куліш, Матвій Яворський, Володимир Чеховський, Валер'ян Підмогильний, Павло Филипович, Валер'ян Поліщук, Григорій Епік, Мирослав Ірчан, Марко Вороний, Михайло Козоріс, Олекса Слісаренко, Михайло Яловий та інші.

## Нові книжки
- «Гобіт, або Туди і звідти» — роман-казка Дж. Р. Р. Толкіна
- «Подорожній і місячне сяйво» — роман Антала Серба.